# Burnt Store Marina
Burnt Store Marina é uma Região censo-designada localizada no estado americano de Flórida, no Condado de Lee.

## Demografia
Segundo o censo americano de 2000, a sua população era de 1271 habitantes.

## Geografia
De acordo com o United States Census Bureau tem uma área de 
3,7 km², dos quais 3,2 km² cobertos por terra e 0,5 km² cobertos por água.

## Localidades na vizinhança
O diagrama seguinte representa as localidades num raio de 16 km ao redor de Burnt Store Marina. 